# Yotsu
Yotsu（ヨツ、1991年7月5日（34歳） - ）は、日本のミュージシャン・ギタリスト・経営者。
2013年からプロギタリストとしてのキャリアをスタートし、2024年からはX LIVE株式会社の代表取締役に、2025年からは株式会社Addictoneの代表取締役に就任。現在はギタリストと経営者という異色の経歴を持つ。本名：四ツ田 侑樹（よつだ ゆうき）。東京都豊島区出身。

## 経歴
幼少期はサッカー、野球、アイスホッケーなどのチームに所属する。中学時代、友人の家で偶然見たニルヴァーナ (アメリカ合衆国のバンド)の映像で楽器に興味を持ち、14歳からギターを始める。
ジミ・ヘンドリックス、レッド・ツェッペリン、スティーヴィー・ワンダーなど幅広いジャンルのミュージシャンから影響を受け、高校時代はバンド活動に没頭していた。
2010年 明治大学附属中野高等学校に通い、一時は大学進学を考えたものの、ミュージシャンになる夢を諦めきれず、アメリカに音楽留学する事を決心する。

### アメリカ時代
2010年 高校卒業後に単身渡米し、ロサンゼルスの名門校ミュージシャンズ・インスティチュートに入学。高校時代は周りよりも実力が高かったため自信を持っていたが、アメリカに留学し同世代のミュージシャンのレベルの高さに心を折られ、日々練習に明け暮れた。当時の同級生にはFredrik Halland、Jared James Nicholsなどの実力者がゴロゴロおり、当時は喰らいつくため毎日14時間ギターを弾く生活を続け、黒人の友人らと教会等で活発にセッション活動をし、実力をつけていった。　
2013年 企業からCMの楽曲制作・レコーディングを初の仕事として受ける。しかし初のプロとしてのギャラはたった700円であった。
2014年 アメリカで生活を続けることを考えていたが、ビザの関係で帰国した際、日本の食事の美味しさに感動し、帰国を決意。

### THE ANREG結成
2014年 帰国後、東京のセッションバーにて大阪出身のボーカリスト『Ama』とセッションを行い意気投合し、『THE ANREG』を結成。
2016年 都内でライブ活動をスタートし、2017年からは大阪や名古屋等、全国的にライブ活動を活発に行う。
2018年 1stアルバムをリリースし、『THE ANREG』として初の東名阪ツアーを開催。
2019年 音楽番組MUSIC MONSTERに出演。また、2ndアルバムをリリース。
2020年 コロナ禍を機に活動が限定的になったため、『THE ANREG』の無期限活動休止を発表。

### ソロギタリスト活動
『THE ANREG』と並行しながら、シシド・カフカ、優里、清春、THE RAMPAGE from EXILE TRIBE、AK-69など数多くのアーティストとギタリストとして共演してきた。
2017年 THE RAMPAGE from EXILE TRIBEの47都道府県を回るGO ON THE RAMPAGE TOURで自身初となる全国ツアーへ参加。
2019年 前回に続きTHE RAMPAGEの全国アリーナツアーに参加。
2022年 熊本でWANIMAが主催する、1 CHANCE FESTIVALにAK-69のサポートギタリストとして出演。
2023年 日本最大のHipHop Festival THE HOPEに出演。
2024年 長年患っていた、左手の尺骨神経麻痺、及びギヨン管症候群の手術を決意し、ギタリストとしての活動を一時休止する。

### X LIVE代表就任
2024年 ギタリストとしての活動を休止した際、長年の知り合いだった、株式会社Internnect代表 岡本龍一からオファーを受け、INTERNNECT GROUPであるX LIVE株式会社 代表取締役に就任。
現在はインタラクティブコンテンツの制作・プロデュース等、エンターテイメントの領域で事業を展開している。

### Addictone代表就任
2025年  カスタムギターのビルドを手がける株式会社Addictoneの代表取締役に就任。代表就任に際して、ただのギターブランドではなく、音楽を“生き方”として選んだ人たちの象徴になれるブランドを目指し、プレイヤーと社会をつなぐ“体験”を創出することをミッションとした、カルチャーブランドへの転換を語っている。